# Sofian Bouvet
Sofian Bouvet (Niza, 2 de junio de 1989) es un deportista francés que compitió en vela en la clase 470.
Ganó una medalla de bronce en el Campeonato Mundial de 470 de 2016 y dos medallas de oro en el Campeonato Europeo de 470, en los años 2013 y 2016. Participó en los Juegos Olímpicos de Río de Janeiro 2016, ocupando el séptimo lugar en la clase 470.

## Palmarés internacional
| \| Campeonato Mundial \| Campeonato Mundial \| Campeonato Mundial \| Campeonato Mundial \| \| Año \| Lugar \| Medalla \| Clase \| \| ------------------ \| -------------------------- \| ------------------ \| ------------------ \| \| 2016 \| San Isidro (Argentina) \| Medalla de bronce \| 470 \| \| Campeonato Europeo \| \| \| \| \| Año \| Lugar \| Medalla \| Clase \| \| 2013 \| Formia (Italia) \| Medalla de oro \| 470 \| \| 2016 \| Palma de Mallorca (España) \| Medalla de oro \| 470 \| |                            |                   |       |
| Campeonato Mundial |                            |                   |       |
| Año | Lugar                      | Medalla           | Clase |
| 2016 | San Isidro (Argentina)     | Medalla de bronce | 470   |
| Campeonato Europeo |                            |                   |       |
| Año | Lugar                      | Medalla           | Clase |
| 2013 | Formia (Italia)            | Medalla de oro    | 470   |
| 2016 | Palma de Mallorca (España) | Medalla de oro    | 470   |